# Badia de Chesapeake
La badia de Chesapeake (en anglès The Chesapeake Bay o simplement The Bay) és l'estuari més gran dels Estats Units i el que presenta una biodiversitat més gran i també la major productivitat. Està situat a la regió de l'Atlàntic Mitjà del país, amb la seva part més baixa a Virgínia i la secció més alta a Maryland. Fa 311 km de llarg i de 5 a 40 km d'ample i cobreix una àrea d'uns 11.400 km², i amb una conca de 165.800 km². A la seva conca hidrogràfica hi ha el Districte de Colúmbia i parts de sis estats: Delaware, Maryland, Nova York, Pennsilvània, Virgínia i Virgínia Occidental.
El primer assentament permanent europeu a la zona va ser el de Jamestown (Virgínia), fundat per colons anglesos el 1607. El capità John Smith va explorar la badia de Chesapeake i un any més tard fer la primera descripció dels seus accidents geogràfics, les illes que hi havia, els tributaris i dels amerindis que vivien en la regió. Algunes característiques de la badia i dels seus recursos han variat molt des que s'hi van establir els primers colonitzadors. Les dades històriques sobre la població colonitzadora en els estats de Virgínia i Maryland indiquen que, a Virgínia, el 1635 hi vivien uns 5000 colons i a finals del segle xvii eren ja 60.000. A Maryland, on els assentaments van començar el 1634, amb una població colonitzadora d'unes 150 persones, el 1700 ja era de 34.000 persones.

## Etimologia
És possible que el seu nom provingui de diversos llocs. El mot algonquina Chesepiooc fa referència a un poble «en el gran riu». Però Chesapeake podria referir-se també als Chesepian, una tribu de nadius americans que vivia on ara hi ha zona urbana coneguda com Hampton Roads.

## Geografia

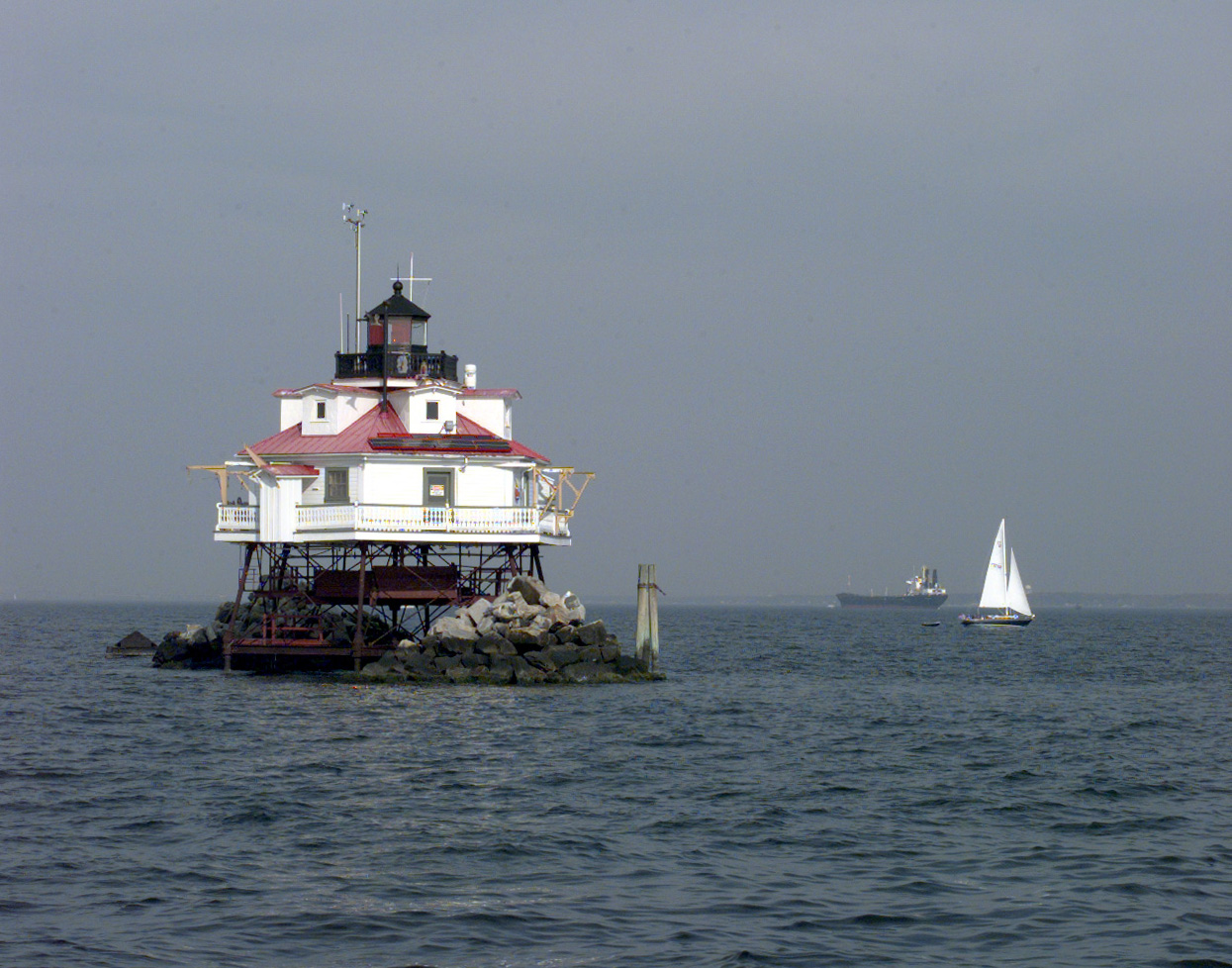
El far de Thomas Point

### Geologia
La badia és, tècnicament, una ria del riu Susquehanna, tot i que la geologia de la badia va ser format per un esdeveniment d'impacte bòlid al final de l'Eocè (fa uns 35,5 milions d'anys). Aquest impacte va formar la part sud del vall del Susquehanna, que. El nivell del mar era uns 100 metres per sota de l'actual, però al final de l'última època glacial (fa uns 10.000 anys), en fondre's moltes glaceres la vall va anar inundant-se i la vall va adoptar la seva fesomia de l'actual badia de Chesapeake.

### Hidrologia
Més de cent cinquanta rius o altres corrents principals d'aigua van a parar a la badia de Chesapeake, però en total els tributaris de la badia són més de 100.000 entre rius, rierols, torrents i altres corrents d'aigua. Els cinc principals rius que hi aboquen les aigües són el Susquehanna, el Potomac, el James, el Rappahannock i el York. De tota manera, la badia és un estuari i la meitat de l'aigua que conté ´s aigua salda procedent de l'oceà Atlàntic, de manera que la salinitat augmenta des de la part més allunyada del mar, al nord, fins a l'entrada de la badia, al sud.

## Flora i fauna

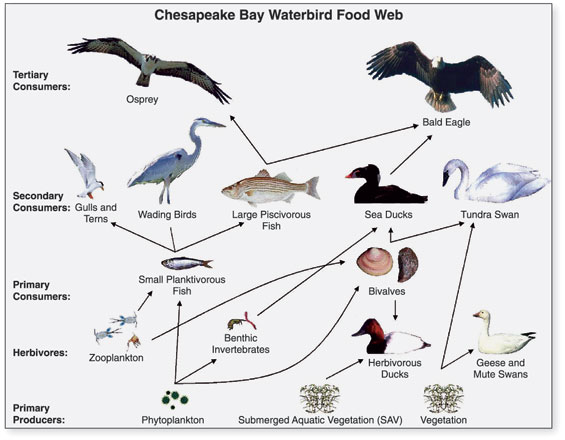
Diagrama de la xarxa tròfica de ocells autòctons de la zona

Les aigües de la badia han albergat vastes quantitats de vida marina, en especial el cranc blau (Callinectes sapidus) i ostra (Crassostrea virginica). Però per als anys 1970 el desenvolupament dels voltants ciutats de Washington i Baltimore va crear una alarmant contaminació, minorant-se la producció pesquera notablement. Des de llavors s'han fet esforços per a revertir el dany.
Es troben més de 300 espècies de peixos a la badia. També hi ha numbrosos espècies d'ocells, com ara l'àguila peixatera, bernat americà, pigarg americà, falcó pelegrí, i corriol xiulador. Molts altres ocells passen pels aiguamolls de la badia en les seves migracions anuals.
També es troben moltes plantes a la badia, especialment plantes aquàtiques, com "eelgrass" (zostera) i "widgeongrass" (Ruppia maritima). Altres plantes que viuen a la zona inclouen arròs salvatge, spartina, i arbres com el "red maple" (Acer rubrum) i el xiprer calb.

## ElChesapeake Bay Program
El Chesapeake Bay Program (CBP, Programa de la Badia de Chesapeake) és un programa pluridisciplinari que va crear-se el 1983 amb la finalitat de restaurar les condicions ambientals de la badia, que des de mitjans del segle xx s'havia anat degradant, especialment a causa de l'excés de nutrients i sediments que hi arribaven i dels episodis biòtics nocius que afecten la qualitat de les aigües i tenen un impacte negatiu en la salut de les espècies que hi viuen. Atès que la conca hidrogràfica afectada per la badia comprèn diversos estats, era necessari un esforç conjunt i el 1983 l'Agència de Protecció ambiental dels Estats Units (EPA, de l'anglès Environmental Protection Agency) va signar el primer acord de col·laboració amb Maryland, Pennsilvània, Virgínia i el Districte de Columbia, del qual va originar-se el CBP, integrat pels sis estats compresos a la conca hidrogràfica i moltes entitats d'àmbit federal, estatal o de governs locals, a més d'institucions acadèmiques i entitats sense ànim de lucre.